# Атамян, Дикран
Дикран Атамян (англ. Dickran Atamian; род. 24 февраля 1956) — американский пианист армянского происхождения.

## Творчество
Известен, главным образом, как победитель юбилейного Наумбурговского конкурса молодых исполнителей, проходившего в 1975—1976 гг. в 50-ю годовщину основания конкурса, и как первый исполнитель (1979) фортепианного переложения сюиты Игоря Стравинского из балета «Весна священная». Среди значительных записей Атамяна — концерты Брамса, Прокофьева, Хачатуряна, «Картинки с выставки» Мусоргского, произведения Шопена и др.
Завершив исполнительскую карьеру в 2006 году, занимается музыкальным менеджментом, под псевдонимом Джек Прайс (англ. Jack Price) выступив соучредителем продюсерской фирмы Price Rubin & Partners в Талсе.